# عمار حمدي
عمار حمدي أحمد مغربي عمر (مواليد 7 مارس 1999) لاعب كرة قدم مصري يلعب لصالح نادي زد اف سي

## مسيرته الكروية

### طلائع الجيش
في 16 يوليو 2018 تم اعارته لنادي طلائع الجيش حتي نهايه الموسم.

### الاتحاد السكندري
يوم السبت 12 ديسمبر 2020 سجل عمار حمدى لاعب الاتحاد السكندرى هدف على الطريقة البرازيلية بعدما رواغ ثلاث لاعبين وسجل الكرة في شباك بيراميدز ليتعادل لفريقه في الدقيقة 44 من المباراة التي انتهت بفوز الاتحاد بنتيجة 2-1 في بطولة الدوري المصري.
زد اف سي
في 25 سبتمبر 2024 نجح فريق زد، في الحصول على خدمات عمار حمدي، لاعب الفريق الأول للنادي الأهلي

## روابط خارجية
- عمار حمدي على موقع ناشيونال فوتبول تيمز (الإنجليزية)
- عمار حمدي على موقع Soccerway.com (الإنجليزية)
- عمار حمدي على موقع أوليمبيديا (الإنجليزية)